# Janet Steinbeck
Pour les articles homonymes, voir Steinbeck.
Janet May 'Jenny' Steinbeck, née le 27 février 1951 à Brisbane, est une ancienne nageuse australienne spécialiste de la nage libre. Elle est médaillée d'argent en relais aux Jeux de 1968.

## Carrière
Âgée de seulement 15 ans, elle participe aux Jeux de l'Empire britannique et du Commonwealth de 1966 où elle remporte la médaille d'argent du 4 x 110 yards nage libre avec Janice Murphy, Lynette Bell et Marion Smith. Elle participe également au 220 yards dos où elle termine 8e.
Deux ans plus tard aux Jeux de 1968, Steinbeck est éliminée en demi-finales du 100 m et du 200 m nage libre mais monte sur le podium à la deuxième place du 4 x 100 m 4 nages avec Lynne Watson, Judy Playfair et Lyn McClements.

## Palmarès
| Date | Compétition                                     | Lieu     | Place | Course                   |
| ---- | ----------------------------------------------- | -------- | ----- | ------------------------ |
| 1966 | Jeux de l'Empire britannique et du Commonwealth | Kingston | 8e    | 200 yards dos            |
| 1966 | Jeux de l'Empire britannique et du Commonwealth | Kingston | 2e    | 4 x 110 yards nage libre |
| 1968 | Jeux olympiques                                 | Mexico   | 11e   | 100 m nage libre         |
| 1968 | Jeux olympiques                                 | Mexico   | 13e   | 200 m nage libre         |
| 1968 | Jeux olympiques                                 | Mexico   | 4e    | 4 x 100 m nage libre     |
| 1968 | Jeux olympiques                                 | Mexico   | 2e    | 4 x 100 m 4 nages        |